# Jet Star

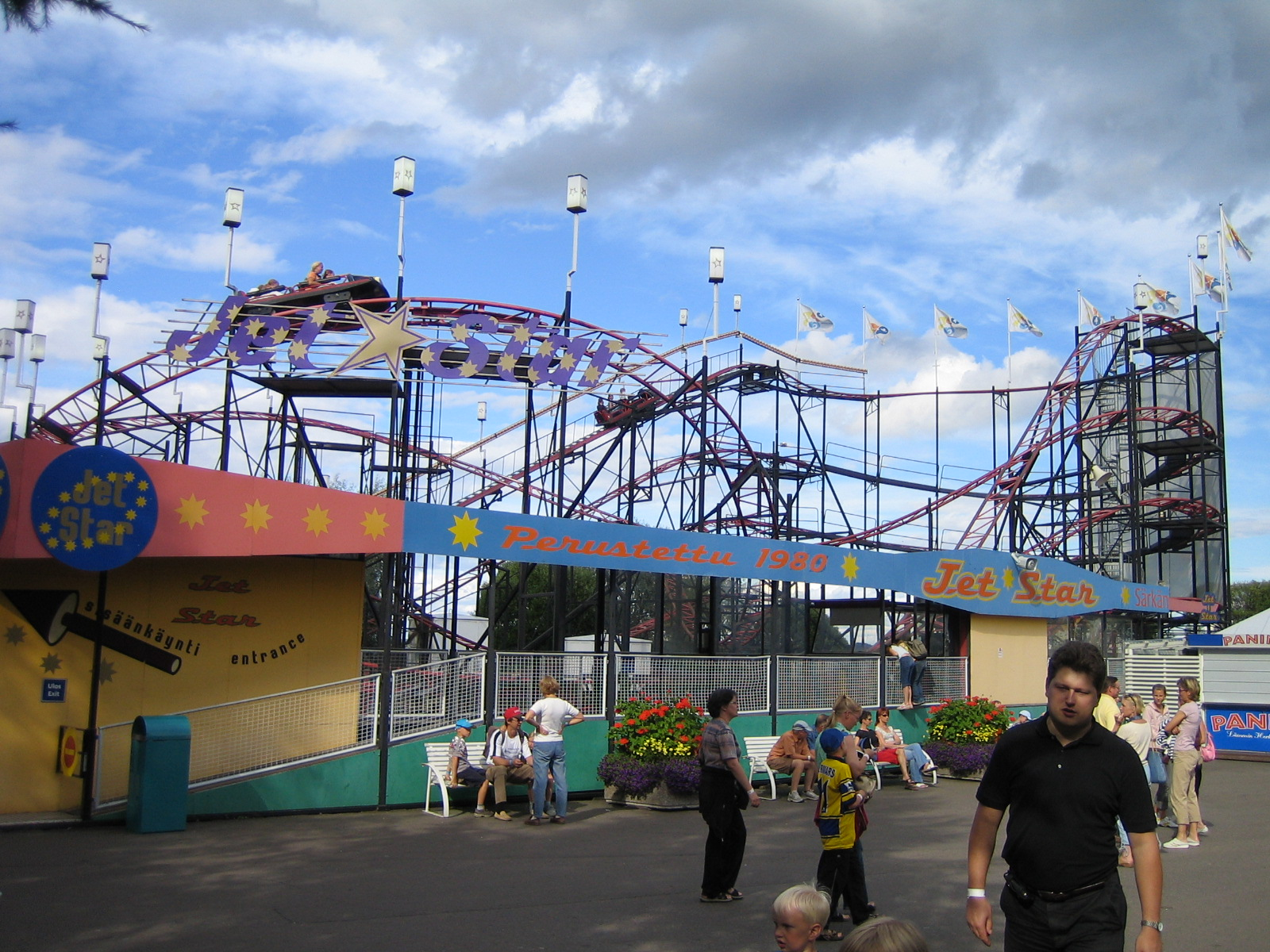
Berg- och dalbanan Jet Star i Tammerfors.

Jet Star är en berg- och dalbana ritad av Anton Schwartskopf, och finns i många exemplar på nöjesparker över hela världen.